# العلاقات الأنغولية الأردنية
العلاقات الأنغولية الأردنية هي العلاقات الثنائية التي تجمع بين أنغولا والأردن.

## مقارنة بين البلدين
هذه مقارنة عامة ومرجعية للدولتين:
| وجه المقارنة                                              | أنغولا           | الأردن                   |
| --------------------------------------------------------- | ---------------- | ------------------------ |
| المساحة (كم2)                                             | 1.25 مليون       | 89.34 ألف                |
| عدد السكان (نسمة)                                         | 29.78 مليون      | 9.81 مليون               |
| الكثافة السكانية (ن./كم²)                                 | 23.82            | 109.81                   |
| العاصمة                                                   | لواندا           | عمان                     |
| اللغة الرسمية                                             | اللغة البرتغالية | اللغة العربية            |
| العملة                                                    | كوانزا أنغولي    | دينار أردني              |
| الناتج المحلي الإجمالي (بليون دولار)                      | 124.21 مليار     | 40.07 مليار              |
| الناتج المحلي الإجمالي (تعادل القوة الشرائية) بليون دولار | 184.83 مليار     | 82.80 مليار              |
| الناتج المحلي الإجمالي الاسمي للفرد دولار أمريكي          | 4.10 ألف         | 4.94 ألف                 |
| الناتج المحلي الإجمالي للفرد دولار أمريكي                 |                  | 12.05 ألف                |
| مؤشر التنمية البشرية                                      | 0.533            | 0.748                    |
| رمز المكالمات الدولي                                      | +244             | +962                     |
| رمز الإنترنت                                              | .ao              | .jo                      |
| المنطقة الزمنية                                           | ت ع م+01:00      | ت ع م+02:00، ت ع م+03:00 |

## منظمات دولية مشتركة
يشترك البلدان في عضوية مجموعة من المنظمات الدولية، منها:
| علم المنظمة | اسم المنظمة                        | تاريخ انضمام أنغولا | تاريخ انضمام الأردن |
| ----------- | ---------------------------------- | ------------------- | ------------------- |
|             | منظمة الشرطة الجنائية الدولية      | ?                   | ?                   |
|             | منظمة التجارة العالمية             | ?                   | ?                   |
|             | منظمة حظر الأسلحة الكيميائية       | ?                   | ?                   |
|             | مؤسسة التمويل الدولية              | 19 سبتمبر 1989      | 20 يوليو 1956       |
|             | يونسكو                             | 11 مارس 1977        | 14 يونيو 1950       |
|             | البنك الدولي للإنشاء والتعمير      | 19 سبتمبر 1989      | 29 أغسطس 1952       |
|             | مؤسسة التنمية الدولية              | 19 سبتمبر 1989      | 4 أكتوبر 1960       |
|             | الأمم المتحدة                      | 1 ديسمبر 1976       | 14 ديسمبر 1955      |
|             | وكالة ضمان الاستثمار متعدد الأطراف | 19 سبتمبر 1989      | 12 أبريل 1988       |
|             | الاتحاد الدولي للاتصالات           | 13 أكتوبر 1976      | 20 مايو 1947        |
|             | الاتحاد البريدي العالمي            | ?                   | ?                   |

## وصلات خارجية
- موقع وزارة الخارجية الأنغولية
- موقع وزارة الخارجية الأردنية